# 声優ゆめ日記〜村川梨衣〜
声優ゆめ日記〜村川梨衣〜（せいゆうゆめにっき むらかわりえ）は、学研パブリッシングより2015年3月26日に発売されたバラエティDVD。『声優ゆめ日記シリーズ』の第8弾である。出演は村川梨衣。

## 概要
村川梨衣にとって初のソロDVDである。
行きたい場所、なりたい設定、声優・村川梨衣の夢や魅力が詰まったバラエティDVD。
中華街を散策したり、優雅にバイオリンを奏でたり、生パスタを作ったり、アクションに挑戦したり。普段の声優活動では見られない素顔を垣間見ることができる。
材質 - パッション100％・リアクション100％・ハイテンション100％ 。 
本編90分＋特典映像12分＋メイキング12分。

## 出演

### メイン出演
- 村川梨衣（声優）

### ゲスト出演
- 高橋和葉（ヴァイオリニスト）
- 日野由佳（スタントマン）
- 和田圭市（俳優）
- 由井歌織（東京俳優生活協同組合・マネージャー）

## 内容

### chapter.1 楽しくてワクワクが止まらない♡
学生時代に学校の行事で訪れて以来、2度目だという中華街を散策する。
『江戸清 中華街通り店』でフカヒレまんを食する。
『老維新』で様々な雑貨を物色。パンダまんと間違えて購入した豚まんを食し 、扇を購入。
『凸凹堂 横濱』で四神調べ。薔薇の指輪を購入。
『チャイナハウスカモメ 天長門店』でチャイナ服を試着。

### chapter.2 優雅なお嬢様になったみたい
昔から弾きたいと思っていたヴァイオリンに挑戦する。
現役ヴァイオリニストの高橋和葉から指導を受ける。
課題曲は四季 (ヴィヴァルディ)より春。

### chapter.3 りえしょん!作っちゃうぞ!!くるくるくる～～～!!!
スタッフの昼食用に、初めての生パスタ作りに挑戦する。

### chapter.4 この国は私が守る!!!
ゲーム『三國無双』への憧れから、チャイナ服姿でアクションに挑戦する。
三國無双シリーズのモーションを担当している日野由佳から指導を受ける。
締め括りに俳優の和田圭市と寸劇を繰り広げる。

### 特典映像
『蒲焼割烹 八沢川』で、大好物のうなぎを食する。

### メイキング
本編の舞台裏。
生パスタ作りでは、アドバイスを受けるオーディエンスを使用している。相手はマネージャーの由井歌織。

## ニコニコ生放送
【生放送】声優DVD発売記念！「村川梨衣の“声優ゆめ日記(生)”」（2015年3月5日）

## イベント
発売記念 DVDお渡し会（2015年4月18日）